# Audi Nuvolari quattro
Audi Nuvolari quattro — концепт-кар, показанный на Женевском автосалоне в 2003 году германским автопроизводителем Audi. Новый концепт-кар с кузовом купе назвали в честь итальянского автогонщика Тацио Нуволари. Выпуск авто был приурочен к 50-й годовщине со дня смерти Тацио Нуволари.
Автомобиль оснащён V-образным 10-цилиндровым двигателем рабочим объёмом 5,0 литров мощностью 600 л.с.

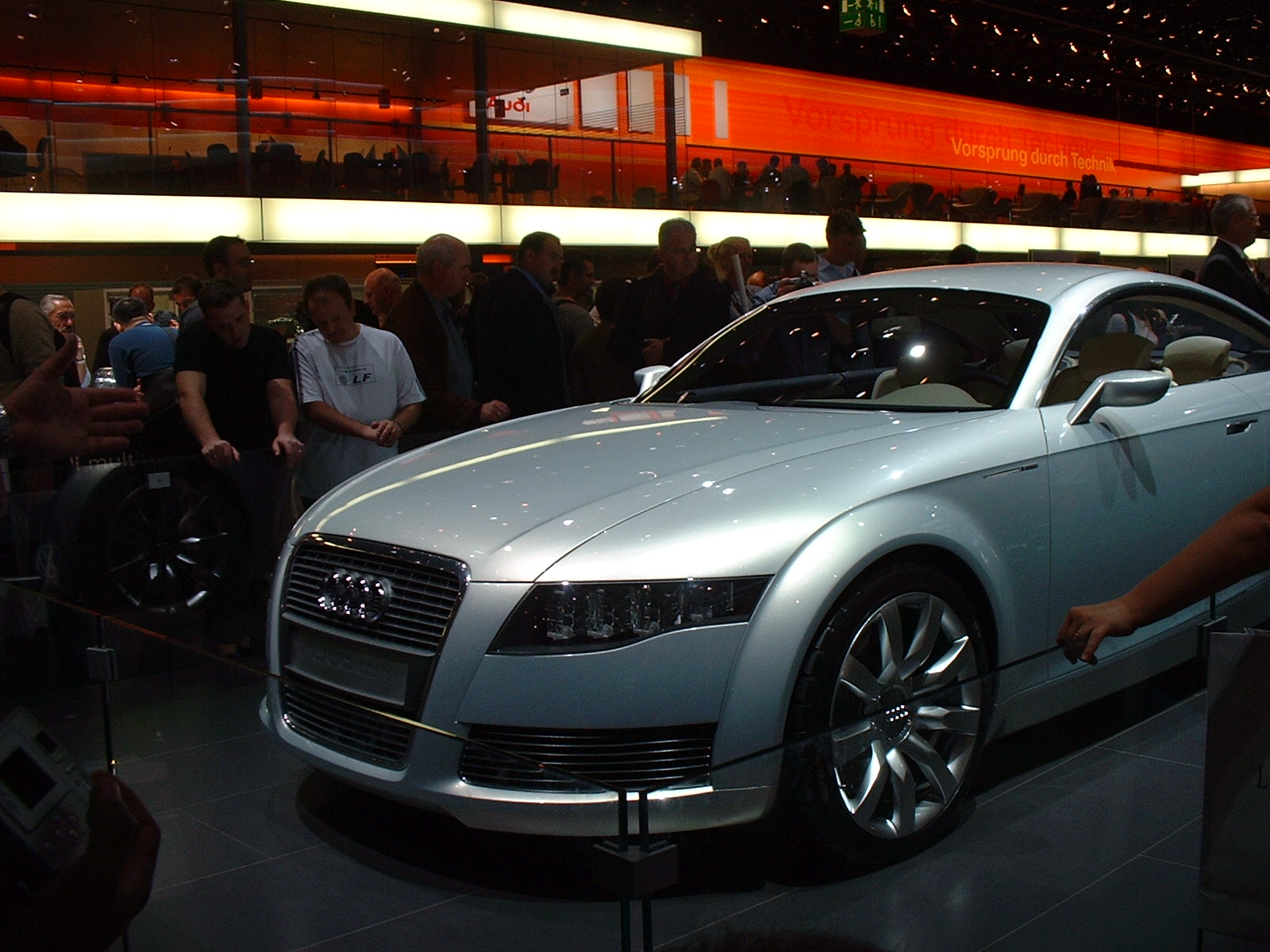
Вид спереди
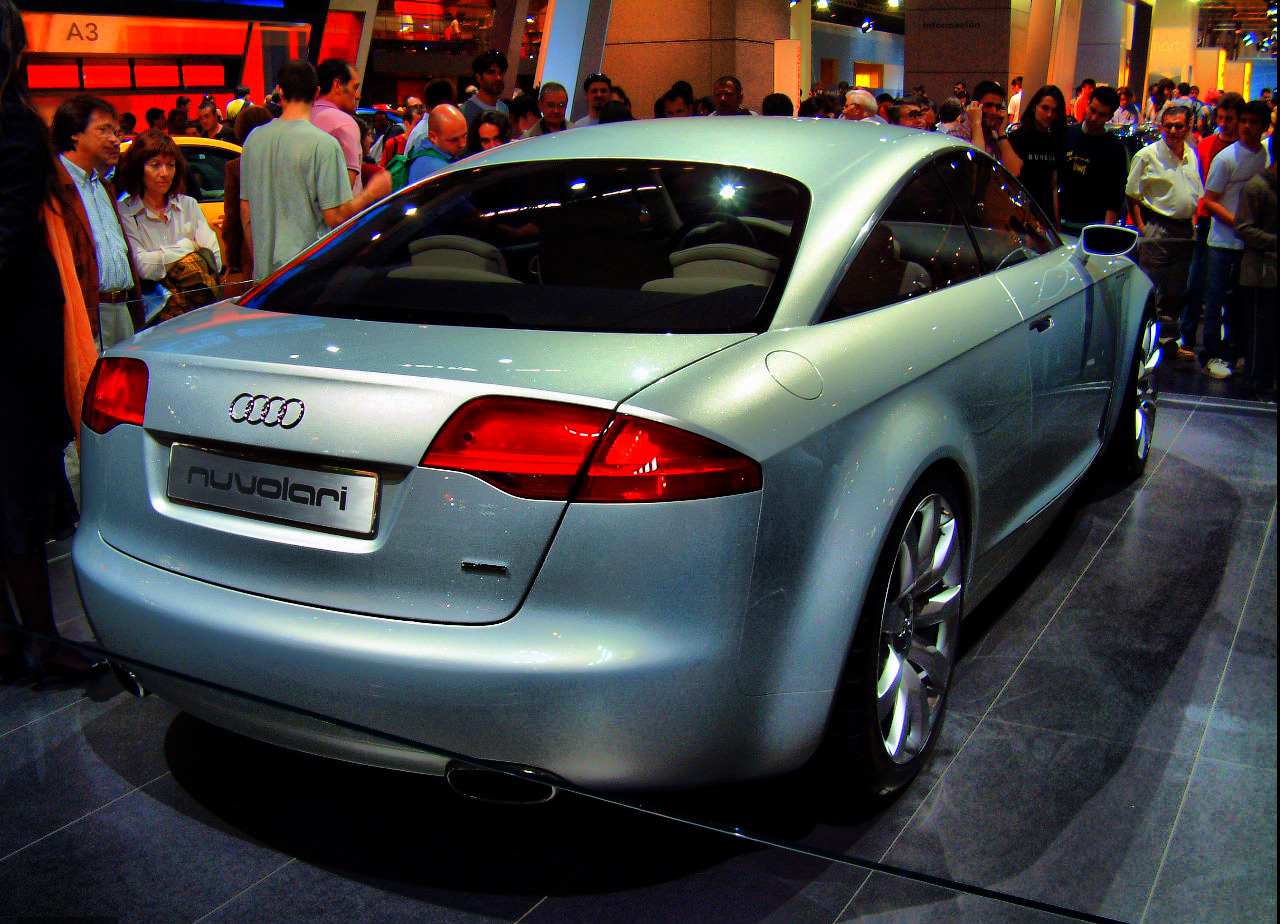
Вид сзади